# Andrena floridula
Andrena floridula là một loài Hymenoptera trong họ Andrenidae. Loài này được Smith mô tả khoa học năm 1878.